# Caudrot
Caudrot är en kommun i departementet Gironde i regionen Nouvelle-Aquitaine i sydvästra Frankrike. Kommunen ligger i kantonen Saint-Macaire som tillhör arrondissementet Langon. År 2022 hade Caudrot 1 096 invånare.

## Befolkningsutveckling
Antalet invånare i kommunen Caudrot
Referens:INSEE